# Luik-Bastenaken-Luik 2010
De 96e editie van Luik-Bastenaken-Luik werd verreden op 25 april 2010 en ging over 258 kilometer en tien hellingen. De wielerwedstrijd werd gewonnen door Aleksandr Vinokoerov die zijn medevluchter Aleksandr Kolobnev 6 seconden voorbleef. Op de derde plaats eindigde Alejandro Valverde die op 1 minuut en 4 seconden van de winnaar de eindsprint van de achtervolgers won.

## Wedstrijdverslag
Om 10.15 uur vertrokken 198 renners, onder wie acht Nederlanders, voor de 96ste editie van de Waalse wielerklassieker Luik-Bastenaken-Luik. Dries Devenyns, Thomas De Gendt, Perez, Jussi Veikkanen, Maxime Bouet, Mauro Finetto en Niki Terpstra sprongen snel weg en hadden snel acht minuten te pakken. Dirk Bellemakers waagde de sprong en na een lange achtervolging sloot hij aan. In de aanloop naar de Stockeu kwam het pak eindelijk op gang. Saxo opende het tactische steekspel en stuurde Jens Voigt in de tegenaanval. De Duitser kon het gat echter niet dichten. Maxime Monfort lukte dat wel maar even later zat alles weer bij elkaar. Vervolgens pakte Bram Tankink een gaatje. Hij had op 23 km van de meet een voorsprong van 0.28 op Ivanov en 0.37 op het peloton. Hij werd achterhaald en op 20 km van de meet reden Philippe Gilbert, Alberto Contador en Andy Schleck voorop. Op 16 km van de meet reden Aleksandr Vinokoerov en Aleksandr Kolobnev voorop gevolgd door Gilbert en Alejandro Valverde waarbij Cadel Evans aansloot. Hun achterstand op de twee koplopers was op 12 km van de meet 0.14 en op 7 km van de meet opgelopen tot 0.28. Op 4 km van de meet volgde alleen Gilbert nog. Hij deed dat met een kansloos lijkende achterstand van 0.21. Hij werd zelfs nog ingehaald op 2 km van de meet. In de sprint voor de overwinning sloeg Vinokoerov een gat met Kolobnev en won voor de tweede keer Luik-Bastenaken-Luik.

## Uitslag
| Rang                   | Naam                  | Land             | Ploeg               | Tijd     |
| ---------------------- | --------------------- | ---------------- | ------------------- | -------- |
| 1                      | Aleksandr Vinokoerov  | Kazachstan       | Astana              | 6u37'48" |
| 2                      | Aleksandr Kolobnev    | Rusland          | Katjoesja           | +6"      |
| 3                      | Alejandro Valverde    | Spanje           | Caise d'Epargne     | +1'04"   |
| 4                      | Philippe Gilbert      | België           | Omega Pharma-Lotto  | +1'04"   |
| 5                      | Cadel Evans           | Australië        | BMC Racing Team     | z.t.     |
| 6                      | Andy Schleck          | Luxemburg        | Team Saxo Bank      | +1'07"   |
| 7                      | Igor Antón            | Spanje           | Euskaltel-Euskadi   | z.t.     |
| 8                      | Chris Horner          | Verenigde Staten | Team RadioShack     | z.t.     |
| 9                      | Fränk Schleck         | Luxemburg        | Team Saxo Bank      | z.t.     |
| 10                     | Alberto Contador      | Spanje           | Astana              | z.t.     |
| Prestatie Belgen       |                       |                  |                     |          |
| 19                     | Jurgen Van den Broeck | België           | Omega Pharma-Lotto  | +1'18"   |
| 23                     | Jérôme Baugnies       | België           | Topsport Vlaanderen | +1'22"   |
| 54                     | Bert De Waele         | België           | Landbouwkrediet     | +7'05"   |
| 61                     | Johan Coenen          | België           | Topsport Vlaanderen | +9'34"   |
| Prestatie Nederlanders |                       |                  |                     |          |
| 16                     | Robert Gesink         | Nederland        | Rabobank            | +1'18"   |
| 33                     | Laurens ten Dam       | Nederland        | Rabobank            | +1'45"   |
| 45                     | Bram Tankink          | Nederland        | Rabobank            | +2'02"   |
| 60                     | Pieter Weening        | Nederland        | Rabobank            | +7'05"   |
| 129                    | Dirk Bellemakers      | Nederland        | Landbouwkrediet     | +16'04"  |

## Overwinning gekocht?
Op 6 december 2011 raakte bekend dat in het Zwitserse tijdschrift L'Illustré een artikel zou worden gepubliceerd dat de zege van Vinokoerov controversieel zou bevinden: hij zou Aleksandr Kolobnev, die toen tweede werd, €100.000 hebben toegestopt, zodat hij Vinokoerov niet zou bekampen voor de zege. Dit zou volgens het tijdschrift bewezen kunnen worden op basis van e-mailverkeer tussen de twee renners. Vinokoerov ontkende deze beschuldiging en zei dat het geld louter een lening was. Hij daagde het Zwitserse blad voor de rechter en beweerde dat de beschuldiging samenviel met zijn bevestiging van zijn kandidatuur voor de Kazachse parlementsverkiezingen. De UCI begon met een onderzoek.
In 2014 klaagde een Luikse onderzoeksrechter Vinokoerov én Kolobnev aan voor corruptie. Volgens hem zou het bedrag waarvoor Vinokoerov de zege van Kolobnev gekocht had zelfs 150.000 Euro zijn geweest.
De zaak komt op 15 mei 2017 voor de Luikse raadkamer.